# Камара, Мамаду (футболист, 2003)
Мамаду́ Лами́н Камара́ (фр. Mamadou Lamine Camara; ) – род. 18 февраля 2001 г., Тивауан, Тиес— сенегальский футболист, полузащитник клуба «Ренессанс Беркан» и сборной Сенегала.

## Клубная карьера
Камара — воспитанник клуба Дару Салам. В 2021 году Мамаду подписал контракт с марокканским «Ренессанс Беркан». 27 августа в матче против «Уджды» он дебютировал в чемпионате Марокко. В составе клуба игрок дважды завоевал Кубок Марокко и Кубок Конфедерации КАФ.

## Международная карьера
В 2023 году в составе молодёжной сборной Сенегала Камара выиграл молодёжный Кубок Африки в Египте. На турнире он сыграл в матчах против сборных Нигерии, Мозамбика, Египта, Бенина, Туниса и Гамбии. В поединке гаамбийцев Мамаду забил гол.
В том же году Камара принял участие в молодёжном чемпионате мира в Аргентине. На турнире он сыграл в матчах против команд Японии, Израиля и Колумбии. В поединке против колумбийцев Мамаду забил гол.
9 сентября 2023 года в отборочном матче Кубка Африки 2023 против сборной Руанды Камара дебютировал за сборную Сенегала. В том же поединке Мамаду забил свой первый гол за национальную команду.

### Голы за сборную Сенегала
| #   | Дата            | Место                     | Противник | Счет | Результат | Соревнование                    |
| --- | --------------- | ------------------------- | --------- | ---- | --------- | ------------------------------- |
| 01. | 9 сентября 2023 | Стейд Уйе, Бутаре, Руанда | Руанда    | 1:0  | 1:1       | Кубок Африки 2023 квалификаиция |

## Достижения
«Ренессанс Беркан»
- Обладатель Кубка Марокко (2) — 2020/2021, 2021/2022
- Обладатель Кубка Конфедерации КАФ — 2021/2022
- Обладатель Суперкубка КАФ — 2022

Сенегал (до 20)
- Победитель молодёжного Кубка Африки — 2023